# Николаевка (Харцызский городской совет)
Николаевка (укр. Миколаївка) — посёлок, входящий в Харцызский городской совет Донецкой области Украины. Находится под контролем самопровозглашённой Донецкой Народной Республики.

## География
В Донецкой области имеются ещё 9 одноимённых населённых пунктов, в том числе село Николаевка в Тельмановском районе.

#### Соседние населённые пункты по странам света
С, СВ, В: город Зугрэс
СЗ: Водобуд, Медвежье, город Харцызск
З: Золотарёвка, Дубовка, Новопелагеевка
ЮЗ: Войково, Широкое
ЮВ: Шахтное, Троицко-Харцызск
Ю: —  

## Население
Население по переписи 2001 года составляло 3 679 человек.

## Общая информация
Почтовый индекс — 86783. Телефонный код — 6257. Код КОАТУУ — 1415046500.

## Местный совет
86783, Донецкая обл., Харцызский городской совет, г. Зугрэс, ул. Маяковского, 2

## Описание посёлка
Николаевка располагается на холмистой местности на правом берегу Крынки, примыкая к Зугрэсу с юго-запада. В посёлке немногим более 100 усадеб.